# 约翰·巴特利

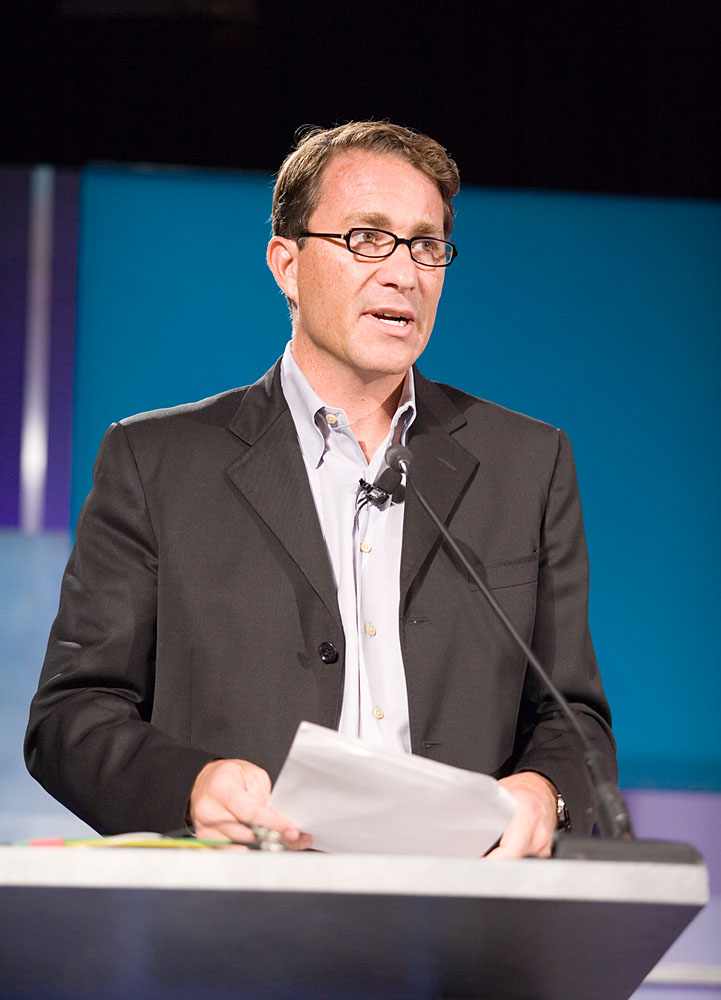
约翰·巴特利2005年在Web2.0大会

约翰·巴特利（John Linwood Battelle）是一名记者，也是联邦媒体出版的创始人和首席官。 巴特利曾是柏克萊加州大學的访问教授，研究搜索博客，播客覆盖搜索，科技和媒体。
巴特利是《连线》杂志的原创始人之一，《产业标准》杂志的原创始人之一和网站，和协作网志Boing Boing的“品牌经理”。巴特利还撰写商业2.0系列丛书，也主持Web2.0峰会。他在柏克萊加州大學理工学校学习，在1987年获得人类学B.A. 和1992年获得新闻学硕士。
自从2004年，巴特利和提姆·奥莱理共同主播Web2.0峰会，也称为Web2.0大会。 
在2005年，巴特利出版《搜索: Google和其他的搜索引擎如何影响商业模式和转变我们的文化 》，描述了网上搜素引擎的快速崛起，特别是Google。